# Semiotik
Semiotik (fra græsk σημειωτικός, semeiotikos "tegnfortolker", der igen kommer fra σήμα, sema "tegn") er læren om tegn. De central teoretiske spørgsmål i semiotik er hvordan tegn virker, hvordan de kan lagre og viderebringe information, og hvordan betydning skabes og forstås. Det centrale problem er, hvordan tegn kan bruges til at udveksle kommunikation mellem subjekter, som ikke har nogen ikke-semiotisk måde at vide om der er overensstemmelse mellem deres respektive fortolkninger af et bestemt tegn. Og at forstå forskelle og ligheder mellem sproglige og ikke sproglige tegnprocesser, og mellem menneskellige og ikke menneskelig brug af tegn. Semiotikkens centrale begreber er ud over tegnet begreber som betydning, fortolkning, kontekst, kode, information, kommunikation, medie og system. Semiotik kan bruges til at analysere tegnbrug og betydningen i sprog, billeder, handlinger, ritualer, myter og alle andre tegnsystemer og har siden 1960'erne haft en stor indflydelse på litteraturvidenskaben.
Siden antikken har tegnsystemer været et vigtigt emne inden for filosofien. Stoikerne, sofisterne og de post-sokratiske filosoffer studerede alle de måder, hvorpå tegn repræsenterer og viderebringer betydning. I oplysningstiden blev tegnsystemer og mening studeret af filosoffer som John Locke, Gottfried Wilhelm Leibniz og Immanuel Kant. Moderne semiotik har to hovedkilder: den amerikanske filosof og matematiker Charles Sanders Peirce og den schweitziske lingvist Ferdinand de Saussure. Peirce var interesseret i at forstå den filosofiske baggrund for videnskab, og hans teori ser semiotik som fundamentet for al menneskelig tanke og videnstilegnelse. Peirces semiotik kan kaldes pragmatisk, fordi den beskriver hvordan betydning er en funktion af specifikke relationer imellem tegn, fortolkning og kontekst. De Saussures teori, som han kaldte "semiologi" i stedet for semiotik, fokuserede mere på sproglige tegnsystemer og de måder, hvorpå sprogtegn får deres betydning igennem deres relationer til andre tegn i et sprogsystem. Fordi hans betydningslære fokuserer på betydning som et resultat af systematiske strukturer i et tegnsystem kaldes denne tilgang strukturalisme. Saussures semiotik er især blevet brugt inden for lingvistikken, hvorimod Peirces tilgang er blevet mest brugt af dem, som studerer ikke sproglige tegn.

## Semiotiske teorier

### de Saussures semiologi
Selv om Ferdinand de Saussure var samtidig med C.S. Peirce, var han ikke bekendt med hans arbejde, og da de Saussure ikke selv publicerede sit arbejde blev Peirce heller aldrig bekendt med hans. Saussures tegnteori blev publiceret posthumt af hans studerende pga. deres noter fra hans forelæsninger i Geneve. Hans strukturalistiske tegnteori fik sin største indflydelse inden for lingvistikken og inden for den strukturalistiske antropologi og kulturanalyse i midten af det tyvende århundrede, hvor den benyttedes af antropologen Claude Levi-Strauss og kritikeren Roland Barthes.
Som lingvist fokuserede de Saussure på sproglige tegn, og hans analyse metode byggede på den indsigt, at betydning er en konsekvens af forskel. Hans tegnsystem er derfor dyadisk og bygger på binære modsætninger mellem tegn og deres bestanddele. For Saussure var tegnet todelt: en betegner (signifiant) og det betegnede (signifié) og relationen imellem de to dele er arbitrær – et resultat af en social konvention. Han skelner desuden imellem langue, "sprog" som et abstrakt betydningssystem og parôle "sprog" som et bestemt betydningssystem, der bruges til at udveksle ideer mellem mennesker. For ham var det vigtige at forstå sprogets abstrakte struktur snarere end de måder, hvorpå sproget udmønter sig i konkret kommunikation. I sproget som struktur skabes mening igennem to typer relationer – syntagmatiske og paradigmatiske relationer. To tegn som står i syntagmatisk relation til hinanden kan ikke stå på den samme plads i et syntagme (en meningsfuld streng af tegn f.eks en sætning) deres betydning opstår i modsætningsforholdet imellem de mulige pladser de kan udfylde i en sekvens. I et sprog er forskellen imellem udsagnsord og navneord syntagmatisk, ligesom forskellen imellem vokaler og konsonanter i de fleste sprog. To tegn som står i paradigmatisk relation til hinanden udfylder derimod den samme syntagmatiske funktion, men deres betydning opstår i det indbyrdes forhold. I et sprog er forskellene imellem to forskellige navneord der kan tage den samme plads i sætningsstrukturen paradigmatisk, lige som forholdet mellem to forskellige vokaler eller konsonanter.

### Peirces semiotik
Peirce udviklede sit tegnsystem fra ca. 1860 til sin død i 1914, men af forskellige grunde blev han ikke influentiel i sin samtid og genopdagedes først i anden halvdel af det tyvende århundrede. Han anses nu som grundlæggeren af moderne semiotik. 
Peirces tegnsystem er triadisk fordi de bygger på et system af triader: relationer mellem tre punkter, og mellem tre forskellige erkendelsesformer. 
Ethvert tegn består af en triadisk relation imellem et objekt der repræsenteres (ikke nødvendigvis et fysisk objekt – men snarere en ide), et representamen som repræsenterer dette objekt i en bestemt henseende, og en interpretant som er resultatet af en fortolkning af tegnet. Derudover indgår det subjekt for hvem et tegn repræsenterer noget, og den kontekst eller den henseende (the ground) i hvilken relationen er gyldig. 
Peirce skelner mellem tre tegn typer kategoriseret efter måden, hvorpå et tegn etablerer relation imellem objekt og representamen: Et ikon repræsenterer sit objekt igennem en lighed imellem objekt og representamen; Et indeks repræsenterer sit objekt imellem en relation imellem objekt og representamen (fx et kausalitetsforhold, en fysisk eller tidsmæssig nærhed); Et symbol repræsenterer sit objekt alene igennem en social konvention.
Et ikon kan fx være et billede eller et diagram eller et lydmalende ord, der hver især efterligner bestemte egenskaber ved det objekt de repræsenterer. Et indeks kan være et symptom på en sygdom, et fodspor, røg fra en brand, duften af stegt flæsk og alle andre tegn der påpeger eksistensen af noget andet end sig selv. Symboler er fx ord i bestemte sprog, bogstaver der repræsenterer en arbitrær sproglyd, eller farvekoden i et trafiklys – den slags tegn hvor man er nødt til at kende konventionen for at afkode tegnet. 

### Morris' Semiotik
C.W. Morris studerede psykologi hos George Herbert Mead og blev påvirket af behaviorismen og logisk positivisme. Hans tegnsystem er blevet vigtigt inden for lingvistikken, fordi det lagde en grundlæggende opdeling af opgaverne mellem de strukturelle (semantik og syntaks) og de kontekstfølsomme (pragmatik) dele af betydningsdannelse i sproget. Fordi Morris' semiotik opdeler mening i semantiske, syntaktiske og pragmatisk niveauer, kan den sammenlignes både med saussureansk strukturalistiske og periceanske pragmatiske tilgange til tegnanalyse. De fleste moderne semiotikere afviser dog denne opdeling som kunstig og misvisende, og anser ofte Morris' tilgang for at være for positivistisk/objektivistisk, da den bygger på den antagelse, at tegns primære funktion er at referere til objekter i verdenen. 
Hos Morris dannes et tegn inden for en bestemt kode, fx sprog og beskriver sin genstand og bliver fortolket af oversætteren (her: sprogbrugeren). Semiotikken blev af Morris opdelt i tre overlappende delområder: Syntaks, semantik og pragmatik. Disse områder bliver defineret gennem forholdet mellem tegn, tegnbetydning og tegnbrugeren i den givne situation. Det giver følgende kombinationer:
Syntaksrelationer mellem tegn og andre tegn
Semantikrelationer imellem tegn og objekter i verden
Pragmatikrelationer imellem tegn og de person der bruger dem

### Hjelmslevs glossematik
Den danske lingvist Louis Hjelmslev udviklede en tegnteori som han kaldte glossematik og som var baseret på de Saussures strukturalisme. I sin teori videreudviklede og forfinede Hjelmslev de Saussures abstrakte og synkrone strukturalisme: Hjelmslev tilstræbte at gøre studiet af sprog, forstået som en immanent struktur, til en eksakt videnskab. Tilsvarende de Saussures modsætning mellem betegneren (signifiant) og det betegnede (signifié) skelnede Hjelmslev mellem to planer henholdsvis udtryk og indhold, men han indførte en yderligere inddeling mellem form og substans. Således udgøres et sprogligt tegn af en indholdssubstans (det som tegnet specifikt betegner), en udtrykssubstans (det som specifikt fungerer som tegn, f.eks. en blyants streg med en bestemt form), en indholdsform (det som definerer tegnets betydning som distinkt fra indholdet af andre tegn, for eksempel dens kombinationsmuligheder) og en udtryksform (det som definerer tegnets udtryk som distinkt fra andre tegn). Hjelmslevs semiotik fandt ikke generel udbredelse, nok både på grund af dens høje abstraktionsniveau, men måske især fordi den kun blev udviklet på et programmatisk niveau og i en utilgængelig terminologi. I nutidig sammenhæng er Hjelmslevs teorier blevet anvendt og rost af nogle post-strukturalistiske filosoffer som Jacques Derrida og Gilles Deleuze.

## Vigtige semiotikere
- Ferdinand de Saussure (1857-1913)
- Charles Sanders Peirce (1839-1914)
- Jakob von Uexküll (1864-1944)
- Karl Bühler (1879-1963)
- Georg Klaus (1912-1974)
- Charles W. Morris (1903-1979)
- Gregory Bateson (1904 – 1980)
- Roland Barthes (1915-1980)
- Max Bense (1910-1990)
- Nelson Goodman (1906-1998)
- Thomas Sebeok (1920-2001)
- Jean Baudrillard (1929-2007)
- Jacques Derrida (1930-2004)
- Claude Lévi-Strauss (1908-2009)
- Umberto Eco (1932-2016)

Russisk semiotik:
- Mikhail Bakhtin (1895-1975)
- Juri Lotman (1922-1993)
- Boris Uspenskij (1937- )

Dansk semiotik:
- Per Aage Brandt
- Claus Emmeche
- Louis Hjelmslev (1899-1965)
- Jesper Hoffmeyer
- Jørgen Dines Johansen
- Frederik Stjernfelt

Forløbere:
- Gorgias
- Platon (427 f.Kr.-347 f.Kr.)
- Diogenes af Babylon (240 f.Kr.-150 f.Kr.)
- William af Occam (1285-1349)
- Giordano Bruno (1548-1600)
- John Locke (1632-1704)